# Parabybe
Parabybe is een kevergeslacht uit de familie van de boktorren (Cerambycidae). De wetenschappelijke naam van het geslacht werd voor het eerst geldig gepubliceerd in 1930 door Schwarzer.

## Soorten
Parabybe is monotypisch en omvat slechts de volgende soort:
- Parabybe subfoveolata Schwarzer, 1930